# Eronilde de Araújo
Pour les articles homonymes, voir Araújo (homonymie).
Eronilde Nunes de Araújo (né le 31 décembre 1970 à Bom Jesus da Lapa, Bahia) est un athlète brésilien, spécialiste du 400 m haies.
Il a dominé les compétitions sud-américaines pendant les années 1990 et son meilleur temps de 48 s 04, obtenu lors du meeting Nikaïa à Nice, le 12 juillet 1995, est également le record d'Amérique du Sud.
Il détient en 2 min 58 s 56 le record du Brésil du relais 4 x 400 m avec ses coéquipiers Claudinei da Silva, Anderson dos Santos et Sanderlei Parrela, obtenu le 30 juillet 1999 aux Jeux panaméricains à Winnipeg.